# جين إتش روز
جين إتش روز (بالإنجليزية: Gene H. Rose)‏ هو لاعب كرة قدم أمريكية أمريكي، ولد في 11 يوليو 1904، وتوفي في 1 فبراير 1979.